# Li Yanfu
Li Yanfu (1 de juliol de 1975) és una esportista xinesa que va competir en judo, guanyadora de dues medalles al Campionat Asiàtic de Judo de 1997 en les categories de –72 kg i oberta.

## Palmarès internacional
| Campionat Asiàtic | Campionat Asiàtic   | Campionat Asiàtic | Campionat Asiàtic |
| Any               | Lloc                | Medalla           | Categoria         |
| ----------------- | ------------------- | ----------------- | ----------------- |
| 1997              | Manila ( Filipines) | 1                 | –72 kg            |
| 1997              | Manila ( Filipines) | 2                 | Oberta            |